# Vera Rózsa
Vera Rózsa (hongarès: Rózsa Vera)  (Budapest, 16 de maig de 1917 - Londres, 15 d'octubre de 2010) va ser una cantant hongaresa, professora de cant i consultora vocal. Va viure al Regne Unit des del 1954.

## Educació
Va començar la seva formació musical als cinc anys. Els seus pares eren professors i no tenien cap mainadera a casa, simplement la van portar a l'escola. Els seus pares, sobretot el seu pare, eren molt musicals (tocava el violí). Vera Rózsa va començar a aprendre música també a una edat primerenca, sent el seu primer instructor el seu propi pare. Va començar a aprendre a tocar el piano una mica més tard.
Després de graduar-se de secundària als quinze anys (molt abans del normal), Vera Rózsa va començar els seus estudis musicals a l'Acadèmia de Música Franz Liszt de Budapest. Primer va estudiar direcció, però més tard va passar als estudis vocals. El compositor i director d'orquestra Zoltán Kodály va ser un dels seus instructors.

## Vida personal i carrera
Entre els primers papers de Vera Rózsa com a cantant, hi havia la part d'una dama jueva a Judas Maccabaeus de Haendel i Cherubino a Les noces de Figaro, de Mozart, que va interpretar amb OMIKE, el grup professional de música i teatre de la comunitat jueva de Budapest, el 1943. Amb una veu que abastava tant la mezzosoprano com l'alt, va adoptar diferents gèneres i estils de cant amb un ampli repertori que anava des de les obres estàndard de l'òpera alemanya i italiana, passant per cantates i lieder barrocs fins a obres del segle XX i cançons populars en ídix.
Com que pertanyia a la minoria jueva de la seva terra natal, va ser testimoni de la tragèdia de perdre molts col·legues amb talent i altres personatges culturals destacats de l'Holocaust, inclòs el seu primer marit, el compositor i director d'orquestra László Weiner, que va ser deportat pels nazis a un lloc forçat, camp de treball a Eslovàquia i assassinat allà. Va intentar salvar-li la vida amb l'ajut de Zoltán Kodály, que també havia ensenyat a Weiner i va ser un dels testimonis del seu casament, però no va servir de res. Es va amagar, vivint amb una falsa identitat com a cristiana. El seu talent com a actriu li va permetre sortir il·lesa de dos interrogatoris de la Gestapo. També va treballar a la delegació sueca a Budapest amb Raoul Wallenberg, que va intentar salvar la vida de tants jueus com fos possible.
Després de la Segona Guerra Mundial, Vera Rózsa va ser solista de l'Òpera de Budapest (1945-1946) i més tard de l'Òpera Estatal de Viena (1946-1951), on la seva carrera cantant es va veure interrompuda per la pèrdua parcial de l'ús d'un pulmó, resultat d'una pneumònia que es va mantenir mentre s'amagava dels nazis. Va visitar un especialista a Brussel·les, que li va dir que mai seria capaç de cantar més de nou o deu minuts alhora. Com a resultat, va desenvolupar experiència en tècniques respiratòries que no només li van permetre continuar cantant, tot i que no va exigir papers d'òpera, sinó que va facilitar el cant a molts futurs estudiants.
Vera Rózsa es va casar amb el britànic Ralph Nordell, a qui havia conegut originalment a Budapest quan ell estava servint allà amb la intel·ligència militar britànica al final de la Segona Guerra Mundial, a Roma i es van traslladar a Gran Bretanya el 1954 i va donar a llum un fill, David, el 2 d'agost d'aquell any. Vera i Ralph van tenir gairebé quaranta anys de matrimoni junts, fins a la seva mort el 1991. Al Regne Unit, va començar a ensenyar en privat a més de continuar actuant en recitals de cançons durant diversos anys. Després d'una aclamada interpretació del Pierrot Lunaire de Schönberg al Festival de Leeds, va ser convidada a ensenyar al "Royal Manchester College of Music", cosa que va fer durant uns deu anys. Més tard, se li va demanar que ensenyés al "London Opera Center", l'Opera Studio de París i, posteriorment, a la "Guildhall School of Music" de Londres, tot i que sempre va ensenyar principalment a casa seva a Londres.
A mesura que es desenvolupava la seva carrera, va ser convidada a impartir classes magistrals a tot el món, inclosos a Israel, França, Bèlgica, Itàlia, Suècia, Finlàndia, els Estats Units, Veneçuela, Austràlia, Nova Zelanda i Japó. També va ser jutge en molts concursos internacionals de cant, inclosos Cardiff, la reina Isabel a Brussel·les, Atenes i un concurs establert en honor seu a Jerusalem.
Com a professora, va destacar l'art i la interpretació en lloc de la pirotècnia vocal. Es va destacar per haver-se negat a imposar el seu propi estil o tècnica als seus estudiants, però va insistir a ajudar-los a desenvolupar el seu propi estil musical, fins al punt que els jutges dels concursos de cant comentarien que si no podien precisar la identitat del professor de l'estil d'un cantant, llavors probablement va ser Vera Rózsa.

## Estudiants
Entre els estudiants de Vera Rózsa hi havia Sarah Walker, Cynthia Hoffmann, Kiri Te Kanawa, Ileana Cotrubaș, Sonia Theodoridou, Agathe Martel, Karita Mattila, Dorothea Röschmann, Tom Krause, Jyrki Niskanen, Martina Bovet, Anne Sofie von Otter, Anne Howells, Anthony Rolfe, François le Roux, Nora Gubisch, Marie Te Hapuku, Ildikó Komlósi, Louise Werner i molts altres. Maria Callas tenia la intenció de treballar amb Rózsa per tornar a la carrera, però va morir poc abans de poder-ho fer. La participació en les seves classes i cursos s'esmenta en els currículums de molts cantants de música clàssica actuals. Diversos estudiants seus, com Noelle Barker, Enid Hartle i Jessica Cash, també es van convertir en professors de cant amb èxit.

## Premis
- El 1991, Vera Rózsa va rebre el títol d'oficial de l'Ordre de l'Imperi Britànic.
- El 1992 va ser guardonada amb la Medalla d'Or de l'Acadèmia de Música Franz Liszt.
- El 1999 va ser nomenada Freeman de la ciutat de Londres.
- També ha estat membre de la "Guildhall School of Music and Drama" i de la "Jerusalem Rubin Academy of Music" i membre honorari del Royal College of Music.

## Pel·lícula a Vera Rózsa
- Vera Rózsa - Mare de les Estrelles - una pel·lícula documental dirigida per Tiina-Maija Lehtonen, produïda per la companyia de radiodifusió finlandesa (YLE) el 1997. (Durada: 50 minuts).